# 30087 Georgeputnam
30087 Georgeputnam este o planetă minoră (asteroid), cu un diametru de 1,846 km, din centura de asteroizi. A fost descoperită pe 11 martie 2000 la Stația Anderson Mesa de Lowell Observatory Near-Earth-Object Search. 
Obiectul prezintă o orbită caracterizată de o semiaxă mare de 2,1960355 UAi, o excentricitate de 0,0835598, o înclinație de 5,43042 ° în raport cu ecliptica.